# Martin Spahn (Mediziner)

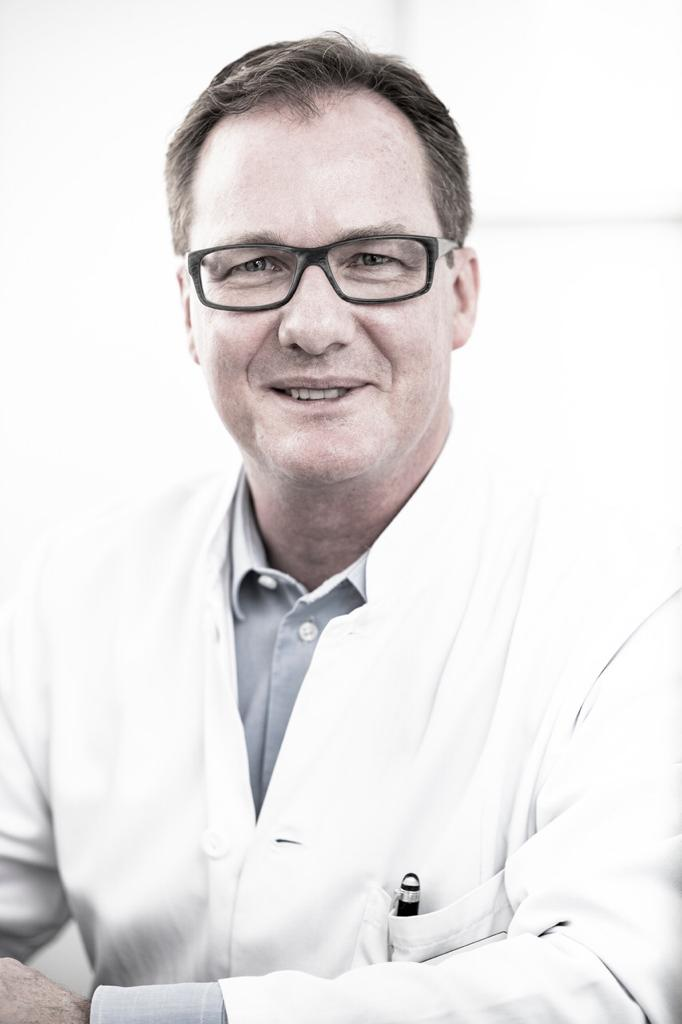
Martin Spahn (2019)

Martin Spahn (* 7. Januar 1967 in Kassel) ist ein deutscher Urologe und Hochschullehrer.

## Werdegang
Spahn studierte zwischen 1987 und 1993 an den Universitätskliniken in Frankfurt, Giessen, Hamburg und Chicago. Er promovierte 1996 zum Thema Neue mit Wachstumsfaktoren assoziierte Gensequenzen in Ratten Fibrosarkomzellen (Universität Hamburg bei Fritz Hölzel). 2001 schloss er seine Facharztausbildung ab.
Von 2006 bis 2007 war Spahn Leitender Oberarzt und Stellvertretender Klinikdirektor der urologischen Klinik des Städtischen Klinikums der Stadt Karlsruhe. In dieser Zeit absolvierte er eine fakultative Weiterbildung in der Speziellen Urologischen Chirurgie. 2007 wechselte er als Leitender Oberarzt an das Universitätsklinikum Würzburg. Dort folgte 2011 seine Habilitation über Klinische und molekulare Charakterisierung des Hoch-Risiko Prostatakarzinoms und er erhielt die Venia Legendi für das Fach Urologie. 
2012 wurde Spahn Leitender Arzt der Urologischen Abteilung am Inselspital in Bern. Eine assoziierte Professur an der Universität Bern folgte 2016, ein Jahr später wurde er zum außerplanmäßigen Professor für Urologie der Universität Duisburg-Essen ernannt.
Spahn arbeitete 2017 bis 2019 an der Klinik Hirslanden Zürich. 2019 trat er eine Stelle am Lindenhofspital Bern an, wo er im Bereich der Spezialisierten Urologischen Chirurgie und der Da Vinci assistierten Roboterchirurgie tätig ist.
Seit 2019 ist Spahn Mitglied von Swiss Surgery, einem Kompetenznetzwerk für operative Krebsbehandlung.

## Ehrungen und Auszeichnungen (Auswahl)
Die European Association of Urology verlieh Spahn 2012 den International Urological Oncology Award, sowie 2015 den Cancer Research Award für seine Leistungen auf dem Gebiet der operativen Behandlung des Prostatakarzinoms und der molekularen Charakterisierung.
2008 und 2011 erhielt er den ersten Vortragspreis der Deutschen Gesellschaft für Urologie für seine Arbeiten zum Prostatakarzinom und gemeinsam mit Dr. Arkadius Kocot und Prof. Hubertus Riedmiller für die Arbeiten zur Harnableitung bei nierentransplantierten Patienten. 

## Publikationen
Martin Spahn hat mehr als 300 wissenschaftliche Publikationen veröffentlicht.